# Svenska mästerskapen i kortbanesimning 1983
Svenska mästerskapen i kortbanesimning 1983 avgjordes i Jakobsbergs simhall, Järfälla den 8–10 april 1983. Det var den 31:a upplagan av kortbane-SM.

## Medaljsummering

### Herrar
| Gren            | Guld                      | Guld                      |
| 100 m frisim    | Per Holmertz 49,44        | Stockholmspolisens IF     |
| 200 m frisim    | Thomas Lejdström 1.48,10  | Västerås SS               |
| 400 m frisim    | Thomas Lejdström 3.51,28  | Västerås SS               |
| 1500 m frisim   | Thomas Lejdström 15.32,94 | Västerås SS               |
| 100 m fjärilsim | Pär Arvidsson 53,68       | SK Korrugal               |
| 200 m fjärilsim | Pär Arvidsson 1.57,22     | SK Korrugal               |
| 100 m ryggsim   | Bengt Baron 55,22         | SK Korrugal               |
| 200 m ryggsim   | Bengt Baron 2.02,36       | SK Korrugal               |
| 100 m bröstsim  | Peter Berggren 1.02,78    | Skärets SS                |
| 200 m bröstsim  | Peter Berggren 2.17,27    | Skärets SS                |
| 200 m medley    | Mikael Örn 2.01,68        | Kristianstads SLS         |
| 400 m medley    | Thomas Lejdström 4.26,46  | Västerås SS               |
| 4x100 m frisim  | Borlänge SS 3.19,65       | Borlänge SS 3.19,65       |
| 4x200 m frisim  | Kristianstads SLS 7.25,58 | Kristianstads SLS 7.25,58 |
| 4x100 m medley  | SK Korrugal 3.47,46       | SK Korrugal 3.47,46       |

### Damer
| Gren            | Guld                          | Guld                          |
| 50 m frisim     | Agneta Eriksson 26,92         | Västerås SS                   |
| 100 m frisim    | Agneta Eriksson 56,28         | Västerås SS                   |
| 200 m frisim    | Agneta Eriksson 2.01,83       | Västerås SS                   |
| 400 m frisim    | Ann Linder 4.19,44            | SK Najaden                    |
| 1500 m frisim   | Ann Linder 16.44,18           | SK Najaden                    |
| 100 m fjärilsim | Agneta Eriksson 1.01,86       | Västerås SS                   |
| 200 m fjärilsim | Annelie Wennberg 2.16,96      | Spårvägens GoIF               |
| 100 m ryggsim   | Pensé Andersson 1.07,34       | SK Ran                        |
| 200 m ryggsim   | Stina Enzell 2.18,02          | Stockholmspolisens IF         |
| 100 m bröstsim  | Annelie Holmström 1.09,39     | Stockholmspolisens IF         |
| 200 m bröstsim  | Annelie Holmström 2.31,07     | Stockholmspolisens IF         |
| 200 m medley    | Maria Kardum 2.18,53          | Kristianstads SLS             |
| 400 m medley    | Sofia Kraft 4.52,88           | SK Götene                     |
| 4x100 m frisim  | Stockholmspolisens IF 3.51,52 | Stockholmspolisens IF 3.51,52 |
| 4x200 m frisim  | Stockholmspolisens IF 8.21,17 | Stockholmspolisens IF 8.21,17 |
| 4x100 m medley  | Stockholmspolisens IF 4.15,99 | Stockholmspolisens IF 4.15,99 |